# 小島絢野
小島 絢野（こじま あやの、1991年7月24日 - ）は、日本の元女子バレーボール選手。旧姓は中大路（なかおおじ）。

## 来歴
京都府京都市出身。小学3年生の頃、友人に誘われてバレーボールを始める。
京都橘高校では、ツーセッターの一翼を担い、春高バレーやインターハイなどで活躍。3年次には主将を務めた。
2010年4月、鹿屋体育大学に進学後、同年12月の全日本インカレではチームメイトの上屋敷綾らとともに優勝に大きく貢献した。
2011年3月、全日本女子チームにメンバー登録され、同年6月モントルーバレーマスターズで国際試合デビューを飾った。
2013年12月、主将として全日本インカレで2度目の優勝に大きく貢献し、自らも最優秀選手に輝いた。同月、久光製薬スプリングス（現・久光スプリングス）は中大路の入団を発表した。2014年1月19日の日立戦に出場し、プレミアデビューを果たした。
2017年、引退。以降、しばらくバレーボールから離れる。
2019年、結婚、出産を経て久光に復帰。
2021年6月30日付で現役引退。

## 球歴
- 全日本代表 - 2011年

## 所属チーム
- 京都市立烏丸中学校
- 京都橘高校
- 鹿屋体育大学（2010-2014年）
- 久光スプリングス（2014-2017年、2019-2021年）

## 受賞歴
- 2013年 - 全日本インカレ 最優秀選手賞

## 個人成績
Vプレミアリーグレギュラーラウンドにおける個人成績は下記の通り。
| シーズン | 所属     | 出場 | 出場   | アタック | アタック | アタック | アタック | ブロック | ブロック | サーブ | サーブ | サーブ | サーブ | レセプション | レセプション | 総得点 | 備考     |
| -------- | -------- | ---- | ------ | -------- | -------- | -------- | -------- | -------- | -------- | ------ | ------ | ------ | ------ | ------------ | ------------ | ------ | -------- |
| シーズン | 所属     | 試合 | セット | 打数     | 得点     | 決定率   | 効果率   | 決定     | /set     | 打数   | エース | 得点率 | 効果率 | 受数         | 成功率       | 総得点 | 備考     |
| 2013/14  | 久光製薬 | 4    | 7      | 3        | 1        | 33.3%    | %        | 0        | 0.00     | 10     | 0      | 0.00%  | 7.5%   | 0            | 0.0%         | 1      | 内定選手 |
| 2014/15  | 久光製薬 | 21   | 13     | 5        | 3        | 60.0%    | %        | 0        | 0.00     | 40     | 0      | 0.00%  | 8.8%   | 1            | 0.0%         | 3      |          |
| 2015/16  | 久光製薬 | 21   | 26     | 0        | 0        | 0.0%     | %        | 0        | 0.00     | 34     | 2      | 5.88%  | 17.6%  | 0            | 0.0%         | 2      |          |
| 2016/17  | 久光製薬 | 21   | 60     | 27       | 11       | 40.7%    | %        | 5        | 0.08     | 203    | 3      | %      | 9.6%   | 2            | 50.0%        | 19     |          |